# Min vilotimma ljuder
Min vilotimma ljuder är en psalm med text skriven av Frans Michael Franzén.
|  |
|  |

## Publicerad i
- 1819 års psalmbok som nr 444 under rubriken "Vid aftonklämtningen".[1]